# کورت لیندن بلات
کورت لیندن‌بلات (به آلمانی: Kurt Lindenblatt ) در خانواده‌ای با پیشینه داروسازی متولد شد. پدرش ویلهلم لیندن‌بلات و مادرش ماریا با نام خانوادگی اولریش بودند.

### تحصیلات و مشاغل اولیه
او تحصیلات ابتدایی را در پوتسدام گذراند و در مارس 1904 مدرک خود را دریافت کرد. پس از یک ترم تحصیل در دانشگاه آلبرت لودویگ فرایبورگ، به دانشگاه آلبرتوس کونیگزبرگ رفت. در ۱۱ سپتامبر ۱۹۰۷، آزمون کارآموزی را با نمره “خوب” گذراند و در ۳ اکتبر همان سال وارد خدمت قضایی پروس شد. او در دادگاه‌های ناحیه بلیتز و کوبلنز آموزش دید و در سال 1909 به مونیخ رفت. در ۲۰ اوت ۱۹۱۰، دکترای خود را با درجه عالی دریافت کرد. در ۴ ژوئیه ۱۹۱۲، امتحان ارزیاب (“خوب”) را با موفقیت پشت سر گذاشت. او مدتی برای شرکت Disconto-Gesellschaft در برلین و لندن کار کرد و پس از آن، در ۱۶ مارس ۱۹۱۴، به خدمت در وزارت امور خارجه (حرفه کنسولی) فراخوانده شد.

### خدمت در جنگ جهانی اول
با آغاز جنگ جهانی اول، در ۷ اوت ۱۹۱۴، به هنگ چهارم توپخانه صحرایی گارد در پوتسدام پیوست. از سپتامبر ۱۹۱۴ در نیروهای رزمی ارتش آلمان خدمت کرد و در نبرد اول ایپر و نبرد دوم ایپر شرکت داشت. او در تصرف برست-لیتوفسک در جبهه شرقی نیز حضور داشت و در لشکرکشی صربستان به درجه افسر جزء ارتقا یافت و نشان صلیب آهنین درجه دو را دریافت کرد. در ۱۳ مارس ۱۹۱۶، به درخواست وزارت امور خارجه، از خدمت سربازی مرخص شد و پنج روز بعد به دپارتمان دوم (سیاست تجاری) وزارت امور خارجه پیوست.

### فعالیت‌های دیپلماتیک و اقتصادی
از ۲۹ سپتامبر ۱۹۱۷ تا ۷ دسامبر ۱۹۱۸، به عنوان کارگر غیرماهر و معاون کنسول در کنسولگری عمومی آلمان در قسطنطنیه فعالیت کرد. پس از جنگ، در دپارتمان‌های مختلف وزارت امور خارجه و کنسولگری‌های کپنهاگ و آمستردام خدمت کرد. در ۱۸ نوامبر ۱۹۲۰، با الن لوند، زن دانمارکی، ازدواج کرد. در ۳۱ دسامبر ۱۹۲۱، از وزارت امور خارجه استعفا داد. از ژانویه ۱۹۲۲ تا آوریل ۱۹۲۸، مدیر بانک اعتباری در صوفیه بود و همزمان، از ۳۱ ژانویه ۱۹۲۴ تا ۲۸ آوریل ۱۹۲۸، به عنوان کنسول منتخب در صوفیه نیز فعالیت می‌کرد.

### ریاست بانک ملی ایران
لیندن‌بلات از شهریور ۱۳۰۷ تا مرداد ۱۳۱۱ (1928-1932) به عنوان رئیس بانک ملی ایران خدمت کرد.

### دستگیری و تبرئه در ایران
در آوریل ۱۹۳۳ در ایران بازداشت شد و در ۱۴ اکتبر ۱۹۳۳ توسط دادگاه جنایی ایران به جرم «خیانت در امانت و معاملات ارزی ناعادلانه» به ۱۸ ماه زندان محکوم شد. او در اکتبر ۱۹۳۴ از زندان آزاد و تبرئه شد و در ۸ دسامبر ۱۹۳۴ به آلمان بازگشت.

### سال‌های پایانی
از ۱۴ ژوئن ۱۹۴۰، مدیر شرکت Norddeutschen Kartoffelmehlfabrik GmbH در کوسترین بود. پس از جنگ جهانی دوم، به عنوان وکیل و سردفتر اسناد رسمی در پوتسدام فعالیت می‌کرد. کورت لیندن‌بلات در سن ۶۶ سالگی درگذشت.

### نکات مهم
- کورت لیندن‌بلات اولین مدیرعامل بانک ملی ایران بود.
- او در دوران ریاست خود بر بانک ملی، نقش مهمی در توسعه نظام بانکی ایران ایفا کرد.
- دستگیری و محکومیت او در ایران، موضوعی بحث‌برانگیز بود و در نهایت منجر به تبرئه او شد. برخی منابع و تحلیل‌ها، پرونده اختلاس و سوءاستفاده مالی که منجر به دستگیری و محکومیت او شد را، دسیسه‌ای از سوی انگلیسی‌ها و بانک شاهنشاهی برای تضعیف نفوذ آلمان در اقتصاد ایران ارزیابی می‌کنند. این دیدگاه بر این باور است که تخلفات ادعایی علیه لیندن‌بلات و تیمورتاش، در آن زمان، رویه‌هایی رایج در بانک‌های ایرانی تلقی می‌شدند و از این رو، بزرگنمایی و پیگیری قضایی آن‌ها، انگیزه‌های سیاسی داشته است. بر اساس این تحلیل‌ها، دولت‌های وقت انگلیس و روسیه از این ماجرا بهره‌برداری سیاسی کرده و رضاخان نیز از منافع سیاسی و مالی آن منتفع شده است. اسنادی وجود دارد که نشان می‌دهد مبالغ قابل توجهی با درخواست تیمورتاش و امضای لیندن‌بلات، به حساب‌هایی در خارج از کشور منتقل شده است.[۳]